# Hutelandschaft Altranft-Sonnenburg
Die Hutelandschaft Altraft-Sonnenburg ist ein Naturschutzgebiet (NSG) im Landkreis Märkisch-Oderland im Osten Brandenburgs. Das 561,08 ha große NSG, das seit dem 31. Juli 2001 unter Naturschutz steht, grenzt östlich an den Oderbruch. Es liegt westlich der B 167 zwischen den Städten Bad Freienwalde (Oder) und Wriezen.
Gemäß Bundesamt für Naturschutz sind in der Hutelandschaft zu finden: „vielfältige Trockenrasengesellschaften wie Silbergrasfluren, Grasnelkenfluren, Nelkenschmielen-Schafschwingelfluren sowie basiphile Schwingel-Steppen und Trespen-Rasen, außerdem wertvolle Waldreste mit Traubeneiche und Hainbuche.“